# Lucía Lapiedra
Lucía Lapiedra (née Miriam Sanchez le 31 janvier 1981 à Vallecas, Madrid, Espagne) est une ex-actrice pornographique espagnole, qui a été surnommée la reine du porno.

## Récompenses
- 2005 FICEB Ninfa Award - vainqueure – Meilleur starlette espagnole – La Santidad del Mal[3]
- 2006 FICEB Ninfa Award - nommée – Meilleure Actrice espagnole – Posesión[4]

## Filmographie partielle
(Voir liens externes pour obtenir une liste complète)
- Nacho Rides Again
- Obsession
- Possession
- Nacho Vidal iniciando un Lucía Lapiedra
- La Venganza de las Ninfas
- La Perversion de Lucía - La Santidad del Mal